# Bayerische B VIII
Die Dampflokomotiven der Gattung B VIII der Königlich Bayerischen Staatsbahn waren Schlepptender-Lokomotiven für Reisezüge.

## Beschreibung
Diese sechs Lokomotiven dieser Bauart sind direkte Vorläufer der ersten zweifach gekuppelten bayerischen Schnellzuglokomotiven der Gattung B IX. Sie waren mit einer Innensteuerung der Bauart Stephenson, innenliegenden Schieberkästen, Aufsteckkurbel und einem außenliegenden Füllrahmen versehen. Zur besseren Lastverteilung war die Feuerbüchse unterstützt. Sie waren mit Schlepptendern der Bauart bay 3 T 9 ausgestattet.